# اورانیا ۳۰
سیارک ۳۰ (به انگلیسی: 30 Urania) سیمین سیارک کشف شده‌است که در ۲۲ ژوئیه ۱۸۵۴ و در لندن کشف شد.
قدر مطلق سیارک برابر ۷٫۵۳ است.